# Elecciones municipales de Nicaragua de 2017
Las elecciones municipales de Nicaragua de 2017 se realizaron el domingo 5 de noviembre. Unos seis millones de votantes debían elegir a los alcaldes y concejales para 153 municipios.

## Campaña
La campaña electoral inicio formalmente el 21 de septiembre hasta el 1 de noviembre del mismo año.

## Desarrollo
Quince días antes de las elecciones, la Conferencia Episcopal de Nicaragua, logró un consenso para emitir un mensaje que iba más allá del evento electoral para, tácitamente, llamar a la reflexión y a la participación sobre lo que está ocurriendo en el país y lo que vendría después.
El 13 de octubre, el Jefe de Misión por la OEA Wilfredo Penco, encabezó una visita preliminar al país para instalar la Misión de cara a las elecciones del 5 de noviembre y reunirse con autoridades de gobierno, el pleno del Consejo Supremo Electoral y sus áreas técnicas,  así como con los partidos políticos inscritos para participar en los comicios.
El alcalde de Jinotega, Óscar Gadea Tinoco, criticó que el Consejo Electoral Municipal (CEM) “está plagado” de “gente afín al Frente y al PLC”. “Hacemos un llamado a los demócratas del PLC para que nos apoyen. Es cierto que hay errores en su cúpula, pero ellos son ciudadanos y pueden apoyarnos”, invitó el edil de Pantasma.
Aseveró durante una entrevista a "Confidencial" que «La OEA ha llegado al municipio y hemos denunciado las anomalías. Tenemos comunicación diaria con los observadores», relató Gadea.
Haydée Castillo, miembro del Consorcio Panorama Electoral, aseguró que los CEM y los Consejos Electorales Departamentales están controlados por un solo partido. Según los informes de este organismo, hay muchas irregularidades en estas instancias del Consejo Supremo Electoral (CSE).
Minutos antes de que se comenzara el conteo de las boletas electorales en el municipio de San Juan de Río Coco, en Madriz, se suspendió inesperadamente la electricidad. Los pobladores opositores en la zona consideran el apagón como una «irregularidad» más en el proceso electoral.

## Resultados
| Alcalde     | Partido político | Municipio | Porcentaje obtenido |
| ----------- | ---------------- | --------- | ------------------- |
| Reyna Rueda | FSLN             | Managua   | 88.73%              |

El primer reporte preliminar fue entregado por el Consejo Supremo Electoral (CSE) a las 23:35, con un 33,62% de las Juntas Receptoras de Votos (JRV) escrutadas. El documento destacó por su celeridad y una clara tendencia que se mantendría en los informes subsiguientes: el Partido Oficialista Frente Sandinista de Liberación Nacional (FSLN) se imponía en las cabeceras departamentales en Nicaragua.
Las elecciones contaron con la participación de observadores internacionales. Bajo la órbita de la Misión Técnica de la OEA, Wilfredo Penco, actual Vicepresidente de la Corte Electoral del Uruguay, afirmó que los comicios se han desarrollado con total normalidad. Penco emitió dos informes destacando el civismo, la calma y la tranquilidad de las elecciones.
A las 3:00 a. m. del lunes 6 de noviembre se emitió el segundo informe del Consejo Supremo Electoral (CSE) sobre las elecciones municipales 2017 en Nicaragua con un 75,88% del padrón escrutado. El tercer informe fue emitido a las 2:00 p. m. del lunes y en el mismo Roberto Rivas, presidente del CSE, especificó que para este reporte se tiene el 98.76% del escrutinio de las Juntas Receptoras de Votos.